# Lost in Your Eyes
Lost in Your Eyes ist ein Lied von Debbie Gibson aus dem Jahr 1989, das von ihr geschrieben und produziert wurde. Es erschien auf dem Album Electric Youth.

## Geschichte
Lost in Your Eyes wurde im Winter 1987 geschrieben und in den Monaten Juli–August 1988 aufgenommen. Die B-Seite der Single ist das Lied Silence Speaks (A Thousand Words). Die Veröffentlichung war am 6. Januar 1989, in den Vereinigten Staaten und Kanada war die Popballade ein Nummer-eins-Hit.
Dem Text zufolge handelt es sich um ein Liebeslied.
In der Episode Stewie killt Lois (1) von Family Guy sang Stewie Griffin den Song.

## Musikvideo
Im Musikvideo singt Debbie Gibson den Song und spielt es auch auf dem Klavier, wobei sie auch in weiteren Szenen ihre Zeit mit ihrem Freund verbringt.

## Kommerzieller Erfolg

### Chartplatzierungen
| ChartsChartplatzierungen       | Höchstplatzierung | Wochen |
| ------------------------------ | ----------------- | ------ |
| Vereinigte Staaten (Billboard) | 1 (19 Wo.)        | 19     |
| Vereinigtes Königreich (OCC)   | 34 (7 Wo.)        | 7      |

| ChartsJahrescharts (1989)      | Platzierung |
| ------------------------------ | ----------- |
| Vereinigte Staaten (Billboard) | 13          |

### Auszeichnungen für Musikverkäufe
| Land/Region               | Auszeichnungen für Musikverkäufe (Land/Region, Auszeichnung, Verkäufe) | Verkäufe |
| ------------------------- | ---------------------------------------------------------------------- | -------- |
| Australien (ARIA)         | Gold                                                                   | 35.000   |
| Vereinigte Staaten (RIAA) | Gold                                                                   | 500.000  |
| Insgesamt                 | 1× Gold · 1× Platin ·                                                  | 535.000  |

## Coverversionen
- 1998: CatCat